# 눈싸움 (응시)

눈싸움을 하는 사람

눈싸움(문화어: 눈길싸움) 또는 눈겨룸은 보통 두 사람이 상대방의 눈을 응시하면서 누가 더 오랫동안 눈을 감지 않고 버티는지 겨루는 놀이이다. 먼저 눈을 깜빡인 사람이 지게 된다. 일부 사람들은 실눈을 떠 교묘하게 이기는 방식을 사용하는데, 이것을 이용하는 등 규칙을 변형하여 눈을 깜박이는 것 말고도 웃거나 인상 쓰는 것까지 금지하는 눈싸움도 있다. 히사시부리다나